# Like Blood Like Honey
| Оценки критиков | Оценки критиков |
| Источник        | Оценка          |
| --------------- | --------------- |
| Allmusic        | [ 1 ]           |

Like Blood Like Honey — первый дебютный студийный альбом американской певицы и автора песен Скайлар Грей, известной в то время как Холли Брук. Выпущен 6 июня 2006 года на лейбле  Warner Bros. Records . Альбом занял 35 место в чартах Billboard, Heatseekers Albums.

## Список композиций
| №   | Название                | Автор(ы)                                 | Длительность |
| --- | ----------------------- | ---------------------------------------- | ------------ |
| 1.  | «Giving It Up for You»  | Холли Брук, Джон Инголдсби               | 4:03         |
| 2.  | «Wanted»                | Холли Брук, Инголдсби                    | 3:56         |
| 3.  | «What I Wouldn't Give»  | Холли Брук, Тиффани Хаферманн, Инголдсби | 5:15         |
| 4.  | «Like Blood Like Honey» | Холли Брук, Инголдсби                    | 3:34         |
| 5.  | «Again & Again»         | Холли Брук, Инголдсби                    | 4:18         |
| 6.  | «Curious»               | Холли Брук                               | 4:15         |
| 7.  | «Saturdays»             | Холли Брук                               | 3:02         |
| 8.  | «Heavy»                 | Холли Брук, Инголдсби                    | 4:24         |
| 9.  | «Still Love»            | Холли Брук                               | 4:19         |
| 10. | «All Will Be Forgotten» | Холли Брук, Хизер Холли                  | 4:15         |
| 11. | «Cellar Door»           | Холли Брук                               | 5:28         |

| №   | Название                | Автор(ы)              | Длительность |
| --- | ----------------------- | --------------------- | ------------ |
| 12. | «Candy Maker»           | Холли Брук            | 4:49         |
| 13. | «Blood, White and Blue» | Холли Брук            | 4:27         |
| 14. | «Try Me»                | Холли Брук, Инголдсби | 3:15         |
| 15. | «Cold, Outside»         | Холли Брук            | 4:00         |